# Topologische vectorruimte
Topologische vectorruimten zijn het centrale studieobject van een tak van de wiskunde die functionaalanalyse heet.

## Definitie
Een topologische vectorruimte is een vectorruimte over een topologisch lichaam {\displaystyle \mathbb {K} } (meestal is {\displaystyle \mathbb {K} } het lichaam (in België: veld) van de reële of complexe getallen), voorzien van een topologie die compatibel is met de gewone vectorbewerkingen; dat wil zeggen dat de optelling van vectoren 
{\displaystyle +:V\times V\to V:(v,w)\mapsto v+w}
en de scalaire vermenigvuldiging van een vector met een getal 
{\displaystyle \cdot \ :\mathbb {K} \times V\to V:(\alpha ,v)\mapsto \alpha v}
continue afbeeldingen zijn.
Hierbij worden de productruimten uitgerust met de producttopologie.
In de rest van dit artikel gaan we ervan uit dat vectorruimten altijd over het scalairenlichaam der reële of complexe getallen gedefinieerd zijn. Als we in voorbeelden van getallen, rijen of functies niet uitdrukkelijk aangeven of deze reëel- dan wel complexwaardig zijn, dan wil dat zeggen dat beide varianten mogelijk zijn.
De klasse van de topologische vectorruimten is eigenlijk te "groot" om er een fraaie theorie over te maken. Daarom wordt vaak in de definitie van topologische vectorruimten extra verondersteld dat de topologie op V voldoet aan de hausdorff-eigenschap (zie ook scheidingsaxioma).
Vaak beperkt men zich ook nog tot een speciaal soort topologische vectorruimten, waarbij er een basis van de topologie is, bestaande uit convexe verzamelingen 
Aanvankelijk werden klassen van topologische vectorruimten in het leven geroepen om nauwkeurige uitspraken te kunnen doen over de convergentie van functies. De meeste "natuurlijke" functieverzamelingen kunnen worden opgevat als topologische vectorruimten. Het begrip distributie, uitgevonden door Paul Dirac en geformaliseerd door Laurent Schwartz, geeft aanleiding tot een topologische vectorruimte die geen functieruimte is (waarvan de vectoren geen gewone functies zijn).

## Normen en metrieken
Zij {\displaystyle ||.||} een norm op een vectorruimte {\displaystyle V}. De afstand {\displaystyle ||x-y||} tussen twee vectoren {\displaystyle x} en {\displaystyle y} bepaalt een metriek en daardoor een topologie op {\displaystyle V}. Uit de definitie van een norm volgt dat de vectorbewerkingen met deze topologie compatibel zijn. Bovendien is een metrische ruimte steeds een hausdorff-ruimte. Genormeerde vectorruimten zijn dus op natuurlijke wijze topologische vectorruimten.
Als de aldus ontstane metrische ruimte volledig is, dan spreken we van een banachruimte.
Algemener, zij {\displaystyle d:V\times V\to R} een translatie-invariante metriek op een vectorruimte {\displaystyle V}, dat wil zeggen een metriek met de eigenschap dat {\displaystyle d(x,y)=d(x+z,y+z)} voor alle vectoren {\displaystyle x}, {\displaystyle y} en {\displaystyle z}. Op dezelfde manier als hierboven wordt {\displaystyle V} op natuurlijke wijze een topologische vectorruimte.
Als de onderliggende metrische ruimte volledig is, dan spreken we van een F-ruimte.
Als we de norm hierboven vervangen door een seminorm (die geen norm is), dan voldoet de topologische ruimte niet meer aan de hausdorff-eigenschap. Zij echter {\displaystyle N=\{n_{i};i\in I\}} een (eventueel oneindige) familie seminormen op {\displaystyle V}, geïndexeerd door een willekeurige verzameling {\displaystyle I}. Veronderstel dat de familie {\displaystyle N} onderscheidend is in de zin dat voor iedere niet-nulvector {\displaystyle x\in V} er minstens één lid {\displaystyle n_{i}} van de familie bestaat waarvoor {\displaystyle n_{i}(x)>0.} Dan bestaat er een kleinste topologie op {\displaystyle V} die alle {\displaystyle n_{i}} continu maakt (initiale topologie). Die topologie voldoet aan de eisen van een topologische vectorruimte met inbegrip van de hausdorff-eigenschap.

## Voorbeelden
De eindigdimensionale ruimten {\displaystyle \mathbb {R} ^{n}} en {\displaystyle \mathbb {C} ^{n}} met hun euclidische norm zijn banachruimten. Overigens zijn, bij gelijke eindige dimensie en lichaam, alle normen equivalent: ze induceren dezelfde topologische structuur.

### lp-ruimten
Zij {\displaystyle 1\leq p<\infty }. Noem {\displaystyle l^{p}} de vectorruimte der oneindige rijen
{\displaystyle (a_{0},a_{1},\ldots ,a_{n},\ldots )} waarvan de {\displaystyle p}-de machten een absoluut convergente reeks vormen:
{\displaystyle \sum _{i=0}^{\infty }|a_{i}|^{p}<\infty }
De {\displaystyle p}-de machtswortel uit bovenstaande uitdrukking is een volledige norm op {\displaystyle l^{p}}. Deze norm wordt gewoonlijk met een index {\displaystyle p} genoteerd: {\displaystyle \|.\|_{p}}. Het paar {\displaystyle (l^{p},\|.\|_{p})} is een banachruimte.
Definieer de vectorruimte {\displaystyle l^{\infty }} als verzameling der oneindige rijen waarvan de grootte begrensd is:
{\displaystyle \|(a_{i})_{i}\|_{\infty }=\sup _{i=0}^{\infty }|a_{i}|<\infty }
Dan is {\displaystyle (l^{\infty },\|.\|_{\infty })} eveneens een banachruimte.

### Lp-ruimten
Zij {\displaystyle 0<p<\infty }. Definieer de vectorruimte {\displaystyle L^{p}} met de verzameling lebesgue-meetbare functies op het interval {\displaystyle [0,1]} waarvan de {\displaystyle p}-de macht lebesgue-integreerbaar is:
{\displaystyle n_{p}(f)=\int _{0}^{1}|f(x)|^{p}dx<\infty }
(eigenlijk gaat het om functieklassen: twee lebesgue-meetbare functies behoren tot dezelfde klasse als hun verschil een nulfunctie is)
Als {\displaystyle 1\leq p<\infty }, dan is de {\displaystyle p}-de machtswortel van {\displaystyle n_{p}} een volledige norm, die men eveneens {\displaystyle \|.\|_{p}} noteert.
Als {\displaystyle 0<p<1}, dan is {\displaystyle d(f,g)=n_{p}(f-g)} (zonder machtswortel) een translatie-invariante metriek op {\displaystyle L^{p}}. De aldus ontstane metrische ruimte is volledig, we hebben dus een {\displaystyle F}-ruimte (maar geen norm).
Naar analogie met {\displaystyle l^{\infty }} wordt {\displaystyle L^{\infty }} gedefinieerd als de collectie der essentieel begrensde lebesgue-functieklassen (er bestaat een nulverzameling buiten dewelke de leden van de klasse absoluut begrensd zijn), met als norm het essentieel supremum
{\displaystyle \|f\|_{\infty }=\inf _{N}\sup _{x\notin N}|f(x)|}
waar {\displaystyle N} varieert over alle lebesgue-nulverzamelingen. Ook dit is een banachruimte.
Voor meer details over deze ruimten: zie het artikel Lp-ruimten.

## Convexiteit
Een verzameling vectoren is convex als met ieder puntenpaar ook het tussenliggende lijnstuk tot die verzameling behoort.
Een lokaal convexe topologische vectorruimte is een topologische vectorruimte waarin de nulvector (en dus elk ander punt) een lokale basis heeft die uit convexe verzamelingen bestaat. Het blijkt dat dit precies dezelfde ruimten zijn als degenen die door een onderscheidende familie seminormen worden voortgebracht (zie hoger bij "normen en metrieken").
Een translatie-invariante metriek brengt niet altijd een lokaal convexe ruimte voort. We noemen fréchet-ruimte iedere lokaal convexe {\displaystyle F}-ruimte. (Dit begrip mag niet verward worden met het topologische scheidingsaxioma {\displaystyle T_{1}}, dat eveneens naar Maurice Fréchet vernoemd is).
De hierboven gedefinieerde {\displaystyle F}-ruimte {\displaystyle L^{p}} voor {\displaystyle 0<p<1} is niet lokaal convex en dus geen fréchet-ruimte.

## Continue lineaire afbeeldingen
In praktische toepassingen wordt bijna altijd gebruikgemaakt van lineaire afbeeldingen van de ene topologische vectorruimte naar de andere, of transformaties binnen eenzelfde ruimte. Een afbeelding {\displaystyle A:X\to Y} tussen vectorruimten is lineair als ze de optelling van vectoren en de scalaire vermenigvuldiging respecteert 
{\displaystyle A(r.x+s.y)=r.Ax+s.Ay}
Bijzondere aandacht verdienen natuurlijk lineaire afbeeldingen die de topologische structuur respecteren in de zin dat ze continu zijn: voor elke omgeving {\displaystyle W} van de nulvector van {\displaystyle Y} bestaat er een omgeving {\displaystyle V} van de nulvector van {\displaystyle X} die binnen {\displaystyle W} wordt afgebeeld.
De operatorentheorie bestudeert al dan niet continue lineaire afbeeldingen tussen topologische vectorruimten.

## Duale ruimte
De duale ruimte {\displaystyle X^{*}} van een topologische vectorruimte {\displaystyle X} bestaat uit de continue lineaire functionalen op {\displaystyle X}, dat wil zeggen de continue lineaire afbeeldingen van {\displaystyle X} naar zijn scalairenlichaam (de reële of complexe getallen).
De vectorruimtestructuur van {\displaystyle X^{*}} (optelling en scalaire vermenigvuldiging) ligt voor de hand. Deze ruimte kan worden uitgerust met de kleinste topologie die de evaluatie-afbeeldingen
{\displaystyle e_{x}:X^{*}\to (\mathbb {R} {\hbox{ of }}\mathbb {C} ):f\mapsto f(x){\hbox{ voor vaste }}x\in X}
continu maakt (initiale topologie). Die topologie noemt men de zwak* ("zwak-ster") topologie. Ze blijkt steeds hausdorff te zijn en maakt dus van {\displaystyle X^{*}} een topologische vectorruimte. Deze topologische vectorruimte is bovendien lokaal convex.
Op de oorspronkelijke ruimte {\displaystyle X} kan men de kleinste topologie bekijken die alle elementen van {\displaystyle X^{*}} continu maakt, dus eveneens een initiale topologie. Deze is evenwel slechts hausdorff als de continue lineaire functionalen scheidend zijn, dat wil zeggen als er voor ieder element {\displaystyle x\in X\setminus \{0\}} minstens één continue lineaire functionaal 
{\displaystyle f\in X^{*}} bestaat met {\displaystyle f(x)\neq 0}.
Niet alle topologische vectorruimten {\displaystyle X} hebben "voldoende veel" continue lineaire functionalen om hieraan te voldoen, maar als {\displaystyle X} lokaal convex is geldt deze eigenschap wel. In dat geval spreken we van de zwakke topologie van {\displaystyle X}. De zwakke topologie kan best verschillend zijn van de oorspronkelijke topologie van {\displaystyle X}, maar ze is in elk geval lokaal convex. Haar duale ruimte is bovendien opnieuw {\displaystyle X^{*}}.
De benaming "zwakke topologie" steunt op het feit dat de open verzamelingen van deze topologie een deelverzameling vormen van de oorspronkelijke topologie van X.

### Voorbeeld
Omdat het gesloten eenheidsinterval {\displaystyle [0,1]} compact is, heeft elke complexwaardige continue functie op dat interval een maximum in absolute waarde. De complexe vectorruimte {\displaystyle C[0,1]} van al deze functies is een banachruimte waarbij het maximum van de absolute waarde als norm fungeert (topologie van de uniforme convergentie).
Uit de representatiestelling van Riesz volgt dat de duale ruimte van {\displaystyle C[0,1]} bestaat uit complexe borelmaten (complexe lineaire combinaties van kansmaten).